# عثق رباعي الأقسام
عَثَق رباعي الأقسام أو نبات الشاي البري (الاسم العلمي Osyris quadripartita) شجرة أو شجيرة قليلة الانتشار من فصيلة الصندلية، وقليل من يعرفها بسبب ندرتها. تبنبت على ارتفاع 1600-1900 م.
تقوم العثقة على ساق أغبر يميل إلى السواد، بارتفاع 2-3 م، والساق كثيف التفرع،
والأوراق خضراء مصفرة، ناعمة، بيضاوية الشكل، رأسها مستدق أو شبه حاد، وربما شبه
مستدير، ذات ثخانة ملحوظة. وأزهارها صغيرة ن لونها أصفر مخضر، تويجاتها (بتلاتها)
ثلاثية مثلثة الشكل، ولها رحيق يجرسه النحل، وثمارها في حجم الحمص الصغيرة أو 
أكبر قليلًا، تظهر خضراء ثم صفراء، وعند النضج تصبح طرية، برتقالية اللون، ذات 
طعم مقبول.